# Portfolio Perfomance
Portfolio Performance (a veces nombrado como PP) es una aplicación de escritorio multiplataforma de código abierto diseñada para ayudar a los inversores a administrar y evaluar el rendimiento de sus carteras de inversión.
Su uso está dirigido principalmente a inversores individuales y profesionales que buscan una herramienta para gestionar sus inversiones, siendo especialmente útil para aquellos inversionistas que manejan múltiples cuentas y desean una visión consolidada de sus activos.

## Características
Portfolio Performance está desarrollado en el lenguaje de programación Java para sistemas operativos Linux, macOS y Windows. Su arquitectura modular permite la integración de nuevas funcionalidades y la adaptación a diferentes necesidades de los usuarios. Es una alternativa a las hojas de cálculo tradicionales o a las herramientas facilitadas por brokers en línea para la gestión de activos financieros.
El software, traducido a diferentes idiomas, fue creado inicialmente por el desarrollador alemán Andreas Buchen en 2012 y publicado como software de código abierto. Desde entonces, se ha venido actualizando periódicamente, añadiéndose numerosas funcionalidades, como la integración de nuevos tipos de activos financieros, mejoras en la interfaz de usuario y herramientas avanzadas de análisis de rendimiento.
El proyecto cuenta con una importante comunidad activa de usuarios, especialmente de habla alemana, y dispone de  diversos foros que les dan soporte.

### Aplicación para dispositivos móviles
Aunque Portfolio Performance es un software para entornos de escritorio de código abierto, el programa informático se complementa desde mayo de 2024 con una aplicación para dispositivos móviles para iOS y Android. Esta aplicación tiene una licencia comercial basada en un modelo de negocio freemium, donde la mayoría de las características son gratuitas, con algunas opciones de pago que ayudan a garantizar la sostenibilidad del proyecto a largo plazo. Los usuarios pueden guardar sus archivos de datos encriptados (generados a través la aplicación de escritorio) en servicios de almacenamiento en la nube como Google Drive, iCloud o OneDrive, y luego abrirlos en la aplicación móvil para visualizar la información de su cartera de inversiones (la app no permite editar datos).

### Capacidades del programa
Portfolio Performance ofrece una amplia gama de capacidades estadísticas y de visualización a través de paneles de control personalizables. Entre sus características destacadas se encuentran:
- Monitoreo de cartera: Permite a los usuarios supervisar la composición y el desarrollo de sus carteras de valores, proporcionando vistas detalladas, indicadores clave y gráficos significativos. Calcula la Tasa de Rendimiento Ponderada por el Tiempo Real (TTWROR) y la Tasa Interna de Retorno (TIR), teniendo en cuenta las compras y ventas en sus respectivas fechas de ejecución, proporcionando una visión más exacta del rendimiento de la cartera.

- Seguimiento histórico: Los usuarios pueden rastrear el desarrollo histórico de los precios de los valores, así como sus compras y ventas, lo que facilita un análisis detallado del rendimiento a lo largo del tiempo.

- Clasificación de activos: Los valores en la cartera pueden ser clasificados según las necesidades del usuario, permitiendo una visualización personalizada de la composición de la cartera por clases de activos y regiones.
- Estrategia de cartera: Permite definir y seguir una estrategia de cartera con una asignación de activos planificada, asegurando su implementación durante el proceso de reequilibrio.

- Visión integral: Ofrece una visión general de múltiples cuentas de valores y cuentas de compensación, facilitando la gestión de diversos activos desde una única plataforma. Asimismo, la creación de paneles de control personalizables facilitan una visión integral de la cartera, permitiendo incluir Indicadores Clave de Rendimiento (KPI), diversos tipos de gráficos, análisis de dividendos, etc.

- Importación de estados: Los estados financieros pueden ser importados rápidamente desde diferentes fuentes soportadas (bancos y brokers en línea de diversos países) o bien desde archivos CSV, lo que simplifica la actualización de la información financiera.